# Луїза Мартіндейл
Луїза Мартіндейл (англ. Dr. Louisa Martindale, 30 жовтня 1872 — 5 лютого 1966) — англійська лікарка у сфері жіночого здоров'я, хірургиня, письменниця. Працювала з шотландськими жіночими лікарнями в абатстві Роямонта у Франції у Першій світовій війні, а в Другій світовій — хірургинею у Лондоні. У своїх творах просувала медицину як кар'єру для жінок.

## Біографія
Луїза Мартіндейл народилася в Лейтонстоні, Ессекс. Її мати була активною суфражисткою та членом Ліберальної жіночої федерації та виконавчого комітету Національної спілки товариств виборчого права жінок. У 1880-х місіс Мартіндейл регулярно проводила відкриті вечори для дівчат у Брайтоні, і молода Луїза виростала в оточенні, що сприяло її майбутній кар'єрі.
З раннього віку було вирішено, що Луїза повинна стати лікаркою, і в 17 років її відправили до Королівського Холлоуей, Лондонського університету в Егхем, де вона отримала атестат у 1892 р. Потім вступила до Лондонської школи медицини для жінок (1893), в 1899 р. здобувши бакалаврський диплом. У 1900 році вирушила на північ до Галла як помічниця докторки Мері Мердок.
Мартіндейл ніколи не одружувалася і прожила понад три десятиліття з жінкою — Ісмай Фіцджеральд.
Луїза Мартіндейл полишила практику в 1947 році. Померла в своєму будинку в Лондоні 5 лютого 1966 року, у 93 роки.

## Медична кар'єра
Після п'яти років у Галлі, в 1906 році Мартіндейл здобула докторство з медицини і повернулася в Брайтон. Вона розпочала власну загальну практику, і незабаром її попросили приєднатися до дорожнього диспансеру для жінок і дітей Льюєса (який у 1911 році став лікарнею Леді Чічестер, Брайтонська філія).
У 1920 році Мартіндейл допомогла створити лікарню в Нью-Сасексі для жінок в Уіндлсхам-роуді, Брайтон, і обіймала там посаду старшої хірургині і лікарки до 1937 року. Вона покинула Брайтон і Гоув в 1922 році, переїхавши до Лондона, щоб розпочати хірургічну діяльність.
Після переїзду до Лондона як хірургиня-консультантка, Луїза Мартіндейл незабаром стала відомою як почесна хірургиня лікарні імені Марії Кюрі. У 1931 році Мартіндейл обрана президентом Федерації медичних жінок. Через два роки обрана стипендіаткою Королівського коледжу акушерів та гінекологів. У 1937 році Мартіндейл була призначена до Ради Королівського коледжу акушерів та гінекологів і стала першою жінкою в історії, що увійшла до неї.
Луїза Мартіндейл заклала основу для досліджень у лікуванні раку матки та фіброми у жінок з допомогою інтенсивної рентгенотерапії. Провела понад 7000 операцій. Її робота принесла їй повагу та визнання як від колег, так і від пацієнток: Мартіндейл стала членом Королівського коледжу акушерів у 1933 році та була членом Королівського медичного товариства. Вона стала спеціалісткою з раннього лікування раку шийки матки за допомогою рентгенографії, читала численні лекції по всій Британії, США та Німеччині.

## Твори
- Під поверхнею. Брайтон: Південна видавнича компанія, 1909.
- Лікування тридцяти семи випадків маткових фіброміоматів за допомогою інтенсивної рентгенотерапії. 1920.
- Жіноча лікарка та її майбутнє. London: Mills and Boon, 1922. Доступно в Інтернеті в Інтернет-архівах.
- Менорагія лікується інтенсивною рентгенотерапією. 1923.
- Лікування раку молочної залози. 1945.
- Штучна менопауза. 1945.
- Профілактика венеричної хвороби. Лондон: Наукові книги, 1945.
- Венерична хвороба, її вплив на здоров'я нації, її вилікування та профілактику. 1948.
- Жінка-хірург. Лондон: Gollancz, 1951.